# Карве, Дхондо Кешав
Махариши Дхондо Кешав Карве (маратхи धोंडो केशव कर्वे; 18 апреля 1858, Даполи, Бомбейское президентство, Британская Индия — 9 ноября 1962, Пуна) — индийский активист, социальный реформатор, борец за права женщин, прозаик, педагог. Псевдоним — Аннасахеб.

## Биография
Родился в бедной семье в Даполи, Бомбейское президентство, Британская Индия (ныне округ Ратнагири, Махараштра, Индия). Образование получил в Бомбейском университете. С 1891 по 1914 год работал преподавателем математики в колледже Фергюссона в Пуне.
Выступал за повторный брачный союз вдов и сам второй раз женился на вдове. Был пионером в продвижении образования вдов. В июне 1900 года основан «Ашрам для девочек-сирот», построив небольшой дом недалеко от Пуны, в марте 1907 года — «Женскую школу».
Основал в 1916 году первый женский университет в Индии — Женский университет (Shreemati Nathibai Damodar Thackersey Women’s University).
В 1915 году опубликовал книга под названием «Автобиография» (Atmavritta), написанную на языке маратхи.

## Память
- В его честь Королевская дорога в Мумбаи (Бомбей) была переименована в Махариши Карве.